# Korfantów
Korfantówⓘ (antes Fyrlad, Frygł, em alemão: Friedland, Friedland in Oberschlesien, em silesiano: Fyrlōnd) é um município no sudoeste da Polônia, localizado na voivodia de Opole, no condado de Nysa e é a sede da comuna urbano-rural de Korfantów.
Historicamente, está localizado na Alta Silésia, na Planície de Niemodlin, que faz parte da Planície silesiana. O rio Ścinawa Niemodlińska flui por ele.
Nos anos 1954–1972, a aldeia de Korfantów pertencia e era a sede das autoridades da gromada de Korfantów. Nos anos de 1975 a 1998, a cidade pertencia administrativamente à antiga voivodia de Opole.
Estende-se por uma área de 10,2 km², com 1 688 habitantes, segundo o censo de 31 de dezembro de 2024, com uma densidade populacional de 165 hab./km².

## Toponímia
O nome original do assentamento era Hurtlanth ou Hurthland. Em muitos documentos, os seguintes termos também foram usados em relação à cidade: Fredland, Fredelant, Fredlandt, Fridland, Freijland, Stadt Friedland e Friedland, que pode ser traduzido como “um país pacífico”. Com o tempo, esse nome foi coloquialmente traduzido para o polonês e, em paralelo com a variante alemã, o dialeto foi usado: Ferlad, Ferlondt, Fryd Land, Frygł e, na maioria das vezes, Fyrlad. Em 1613, o regionalista e historiador da Silésia Mikołaj Henel, de Prudnik, mencionou a cidade em seu trabalho sobre a geografia da Silésia intitulado Silesiographia dando seu nome em latim: Fridelandum Em 1946, devido à origem alemã do nome, a cidade foi rebatizada de Korfantów (em homenagem a Wojciech Korfanty (1873–1939), um líder nacional polonês da Alta Silésia, associado à democracia cristã. Uma das figuras mais importantes da Silésia em sua luta para se juntar à Polônia. Um dos pais da Polônia independente).

## Demografia
Korfantów está subordinada ao Serviço de Estatística em Opole, filial em Prudnik.
Conforme os dados do Escritório Central de Estatística da Polônia (GUS) de 31 de dezembro de 2024, Korfantów é uma cidade muito pequena com a penúltima menor população na voivodia de Opole — 1 688 habitantes (36.º lugar na voivodia de Opole e 914.º na Polônia), tem uma área de 10,2 km² (29.º lugar na voivodia de Opole e 607.º lugar na Polônia) e uma densidade populacional de 165 hab./km² (30.º lugar na voivodia de Opole e 893.º lugar na Polônia). Nos anos 2002-2024, o número de habitantes diminuiu 13,1%.
Os habitantes de Korfantów constituem cerca de 1,33% da população do condado de Nysa, constituindo 0,18% da população da voivodia de Opole.
| Descrição                         | Total      | Total    | Mulheres   | Mulheres | Homens     | Homens   |
| --------------------------------- | ---------- | -------- | ---------- | -------- | ---------- | -------- |
| unidade                           | habitantes | %        | habitantes | %        | habitantes | %        |
| população                         | 1 688      | 100      | 889        | 52,7     | 799        | 47,3     |
| superfície                        | 10,2 km²   | 10,2 km² | 10,2 km²   | 10,2 km² | 10,2 km²   | 10,2 km² |
| densidade populacional (hab./km²) | 165        | 165      | 87,0       | 87,0     | 78,0       | 78,0     |

## Geografia

### Localização
A cidade está localizada no sudoeste da Polônia, na voivodia de Opole, a cerca de 17 km da fronteira com a República Tcheca, na planície de Niemodlin. Pertence à Eurorregião de Pradziad. O rio Ścinawa Niemodlińska atravessa as fronteiras administrativas da cidade. Segundo dados de 1 de janeiro de 2010, a área da cidade é de 10,23 km².

### Divisão administrativa
Conforme o Registro Oficial Nacional da Divisão Territorial do País, parte de Korfantovo é:
- Ulianówka

Também existe um conjunto habitacional na cidade:
- Wojciecha Korfantego

### Clima
Korfantów tem um clima frio e temperado. Este clima é “Cfb” conforme a classificação climática de Köppen-Geiger. 9,6 °C é a temperatura média anual. Durante o ano, a precipitação média é de 737 mm. As estações termais variam consideravelmente. Os ventos ocidentais prevalecem.
| Dados climatológicos para Korfantów | Dados climatológicos para Korfantów | Dados climatológicos para Korfantów | Dados climatológicos para Korfantów | Dados climatológicos para Korfantów | Dados climatológicos para Korfantów | Dados climatológicos para Korfantów | Dados climatológicos para Korfantów | Dados climatológicos para Korfantów | Dados climatológicos para Korfantów | Dados climatológicos para Korfantów | Dados climatológicos para Korfantów | Dados climatológicos para Korfantów | Dados climatológicos para Korfantów |
| Mês                                 | Jan                                 | Fev                                 | Mar                                 | Abr                                 | Mai                                 | Jun                                 | Jul                                 | Ago                                 | Set                                 | Out                                 | Nov                                 | Dez                                 | Ano                                 |
| ----------------------------------- | ----------------------------------- | ----------------------------------- | ----------------------------------- | ----------------------------------- | ----------------------------------- | ----------------------------------- | ----------------------------------- | ----------------------------------- | ----------------------------------- | ----------------------------------- | ----------------------------------- | ----------------------------------- | ----------------------------------- |
| Temperatura máxima média (°C)       | 1,7                                 | 3,4                                 | 8,0                                 | 14,1                                | 18,5                                | 21,6                                | 23,7                                | 23,7                                | 18,9                                | 13,7                                | 8,3                                 | 3,4                                 | 13,3                                |
| Temperatura média (°C)              | −0,8                                | 0,3                                 | 3,9                                 | 9,4                                 | 14,1                                | 17,6                                | 19,6                                | 19,4                                | 14,8                                | 10,1                                | 5,7                                 | 1,0                                 | 9,6                                 |
| Temperatura mínima média (°C)       | −3,4                                | −2,8                                | −0,1                                | 4,4                                 | 9,2                                 | 12,8                                | 14,9                                | 14,7                                | 10,8                                | 6,9                                 | 3,2                                 | −1,4                                | 5,8                                 |
| Precipitação (mm)                   | 48                                  | 41                                  | 55                                  | 52                                  | 76                                  | 81                                  | 99                                  | 64                                  | 71                                  | 50                                  | 50                                  | 50                                  | 737                                 |
| Dias com precipitação               | 9                                   | 8                                   | 9                                   | 8                                   | 9                                   | 9                                   | 10                                  | 7                                   | 7                                   | 7                                   | 8                                   | 9                                   | 100                                 |
| Umidade relativa (%)                | 80                                  | 79                                  | 74                                  | 67                                  | 68                                  | 68                                  | 68                                  | 67                                  | 71                                  | 77                                  | 81                                  | 80                                  | 73,3                                |
| Fonte: 2023-06-23                   |                                     |                                     |                                     |                                     |                                     |                                     |                                     |                                     |                                     |                                     |                                     |                                     |                                     |

## História

### Idade Média
Os primórdios de Korfantów estão relacionados à ação de assentamento iniciada pelos governantes da Alta Silésia no século XIII. A data de fundação da cidade é desconhecida. O primeiro nome do assentamento era Hurtlanth. Em 1323, o vereador Heinrich de Korfantów foi mencionado no documento da cidade de Nysa. A cidade foi mencionada pelo núncio apostólico Galhard de Carceribus na lista de dízimos de 1335. Em 1427, o príncipe Bernardo de Niemodlin concedeu aos judeus um privilégio de proteção de dez anos. Há uma testemunha, Heinrich Degeshym, senhor de Korfantów no documento principesco.
Até meados do século XV, Korfantów fazia parte da propriedade dos Piastas de Opole. Com o tempo, famílias de magnatas começaram a se estabelecer aqui, em suas cercanias até meados do século XX. A propriedade de Korfantów era administrada, entre outras, pelas seguintes famílias: Beroschinsky, Dluhomil, Schaffgotsch da Francônia, Denewitz, Mettich de Łąka Prudnicka, Buchta, Nowagk, Redern, Burghauss e Pückler.

### Séculos XVI a XX

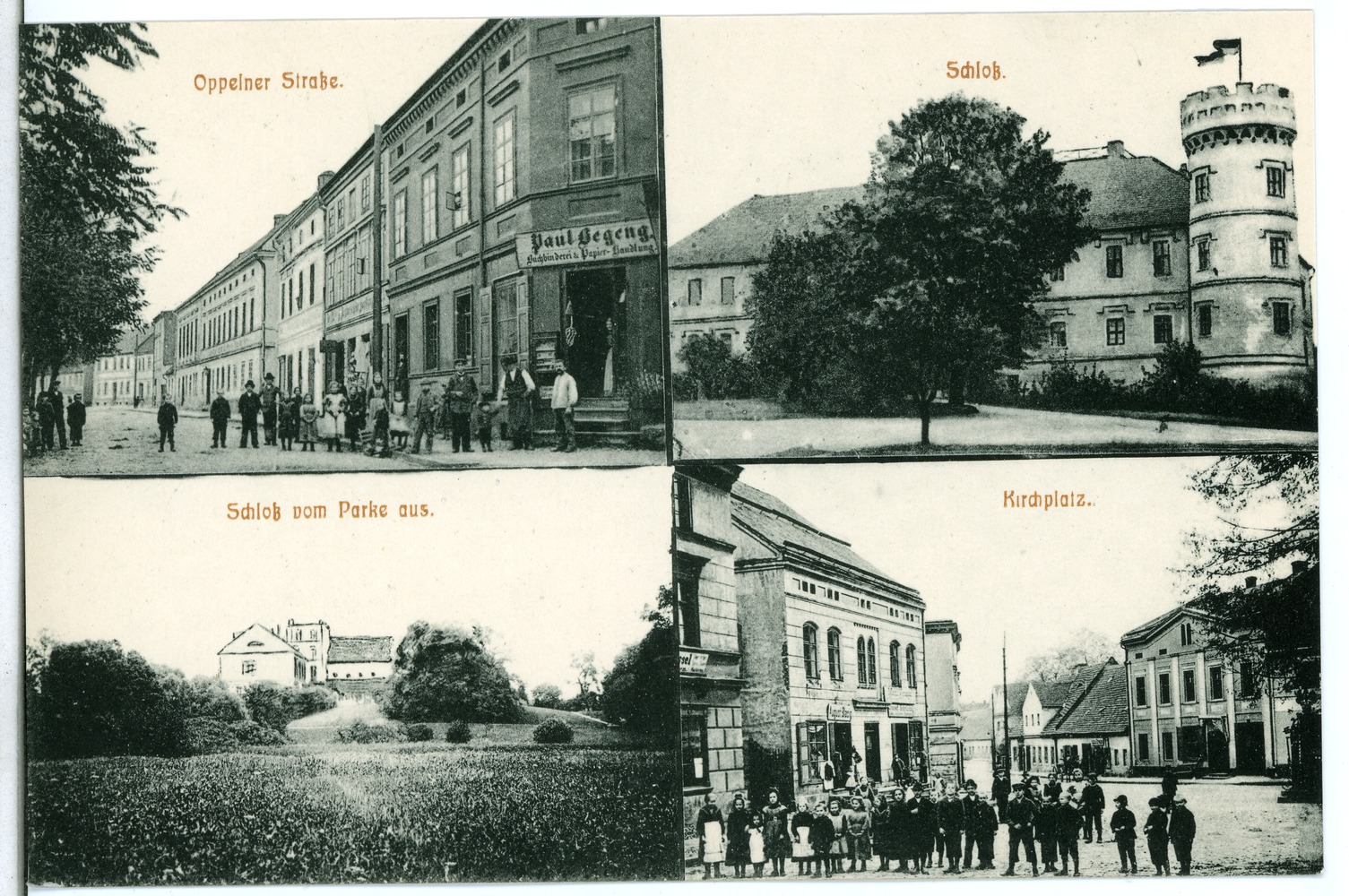
Cartão postal de Korfantów mostrando a rua Opolska, o castelo, o parque perto do castelo e a praça Kościelny (1908)

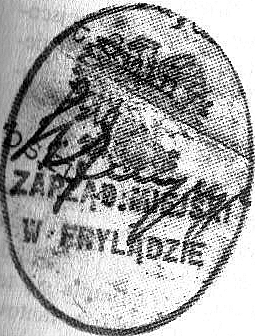
O selo do Conselho da comuna de Korfantów foi impresso em um documento de 1946. No campo do escudo há uma águia sem coroa e a inscrição: “Conselho Municipal em Fryląd”

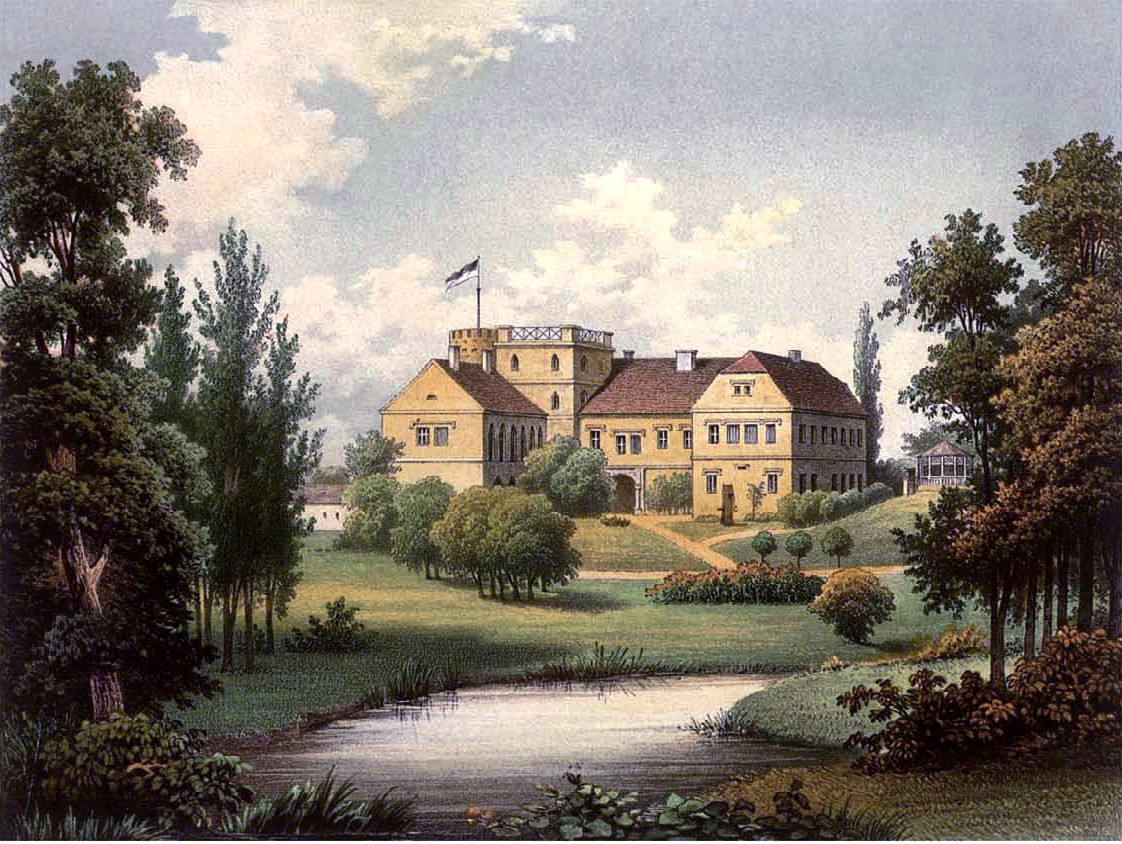
Gravura do Castelo em Korfantów por Alexander Duncker entre 1857 e 1883

O nobre Fryderyk Schaff em 1516 assassinou o pároco de Korfantów. De acordo com um documento de 1 de maio incluído no Registro de Wenceslas, uma dúzia de nobres prometeu entregar o culpado a Opole assim que o príncipe João II, o Bom, expressasse sua vontade. No caso do não cumprimento da promessa, comprometeram-se a pagar ao príncipe 500 florins húngaros.
Em 1535 Korfantów ficou sob o governo de Kasper II Schaffgotsch. O próximo proprietário da cidade, Adam Gotsch, cedeu a posse da igreja local da Santíssima Trindade aos protestantes. O primeiro líder da comunidade religiosa protestante foi Georgius Fabricius. Por sua iniciativa, em 1610, foram criadas duas escolas para crianças da cidade e do campo. Também foi criado um sistema de bolsa de estudo para jovens, que também foi utilizado por crianças de Prudnik e Niemodlin. Fabricius morreu em 15 de maio de 1622 enquanto pregava.
A igreja da Santíssima Trindade retornou à comunidade católica em 1629. Em seguida, a paróquia foi assumida pelo administrador católico, Herman Hahr. O professor da escola católica era Christopher Meierrzirke, que em troca de seu trabalho recebia farinha, 6 sacos de cevada, 2 sacos de aveia e grama de três prados por ano.
Durante a Guerra dos Trinta Anos, em 1632, o exército sueco entrou na Silésia. Durante os confrontos armados, os habitantes de Korfantów sofreram pesadas perdas.
Em 22 de março de 1675, como resultado de um incêndio, a maioria dos edifícios da cidade foram queimados. Dois anos depois, a filha de Henryk Wacław Nowagek, o proprietário das propriedades Korfant, Ewa Maria Nowagk, casou-se com Nicolaus Konrad, Conde von Burghauss, que logo se tornou o novo proprietário da cidade.
Nos anos 1680–1681 houve uma epidemia de peste na cidade. Durante ela, 180 pessoas morreram (então 30% da população da cidade). Uma das vítimas foi Henryk Wacław Nowagk, que morreu em 28 de abril de 1681. Em 1683, os católicos assumiram a igreja de São Miguel Arcanjo.
Segundo fontes paroquiais, em 1739, 1 862 fiéis confessaram a Páscoa, 905 dos quais em alemão e 957 em polonês.
Em 5 de abril de 1741, as tropas prussianas chegaram a Korfantów da vizinha Ścinawa Mała. Em 3 de outubro, o rei Frederico, o Grande, chegou com suas tropas. Ele acampou entre Korfantów e Puszyna. Seis dias depois, foi para Przydroże Mały, onde uma convenção foi assinada, que decidiu entregar a Silésia aos prussianos. Em 1742, Korfantów perdeu seus direitos municipais.
Em 1760, soldados prussianos foram para os arredores de Korfantów após a Batalha de Prudnik.
Desde o final do século XVIII, a parte de Korfantów conhecida como Dorf Friedland tinha seu próprio selo municipal, representando um camponês com uma foice inclinada para a direita sobre um campo de cereais.
Durante as Guerras Napoleônicas, sob o decreto do imperador francês Napoleão Bonaparte de 6 de abril de 1807, a Legião Polonesa-Italiana foi criada na Silésia com as tropas polonesas retornando da Itália. Três regimentos de infantaria foram formados em Breslávia, Brzeg e Nysa, um regimento de lanceiros em Prudnik e um regimento de lanceiros em Korfantów. Eles foram fortalecidos com recrutas da Grande Polônia. Em 11 de setembro de 1807, como resultado da desatenção da patrulha bávara em Korfantów, eclodiu um incêndio que se espalhou por quase todos os edifícios da Praça principal, na rua Prudnicka e rua Wyzwolenia. O curral de ovelhas do feudo também pegou fogo. 56 dos 108 edifícios existentes foram incendiados. O rei Frederico Guilherme III da Prússia doou 16 000 táleres renanos para a reconstrução
Em 1844, colonos protestantes de Prudnik e da Áustria chegaram às vizinhanças de Korfantów. Eles fundaram a aldeia de Wielkie Łąki. A congregação evangélica de Korfantów incluiu 21 aldeias do condado de Niemodlin e 10 do condado de Prudnik.
Em 1855, uma epidemia de cólera eclodiu na cidade, causando 54 vítimas em Włostowa e Korfantów. Os corpos das vítimas da epidemia foram enterrados no antigo cemitério de Korfantów na rua Powstańców Śląskich (atualmente a área do esquadrão de polícia) e na sepultura entre Kuźnica Ligocka e Włostowa. Em 1866, Korfantów recuperou seus direitos municipais.
Havia na cidade uma filial da fábrica têxtil de Samuel Fränkel com sede em Prudnik (mais tarde ZPB “Frotex”).
A partir de 1919 Korfantów pertencia à recém-criada província da Alta Silésia. A província foi liquidada em 1938 e restabelecida em 18 de janeiro de 1941.

### Segunda Guerra Mundial
Durante a Segunda Guerra Mundial, os alemães estabeleceram o Polenlager 83 na cidade, um dos vários campos de concentração para poloneses.
O Exército Vermelho entrou em Korfantów em 19 de março de 1945 como parte da operação da Alta Silésia. A cidade, transformada pelos alemães em um forte ponto de resistência, foi ocupada pela 285.ª Divisão de Infantaria do coronel Nikolai Sukharev e parte da 229.ª Divisão de Infantaria do coronel Afanasy Pypyrev (55.º Corpo de Infantaria do 21.º Exército). Durante os combates, a cidade foi destruída em cerca de 50%.
Com o avanço da frente, grande parte da população deixou a cidade. Todos os fugitivos, após cerca de duas semanas, começaram a retornar para suas casas. Em Korfantów, o poder foi assumido pelo quartel-general militar, apoiado por um órgão auxiliar que desempenhava funções no domínio da administração civil. Os russos ocuparam 11 propriedades e a maioria dos edifícios industriais e agrícolas localizados em cerca de uma dúzia de aldeias adjacentes a Korfantów.

### Polônia do Povo

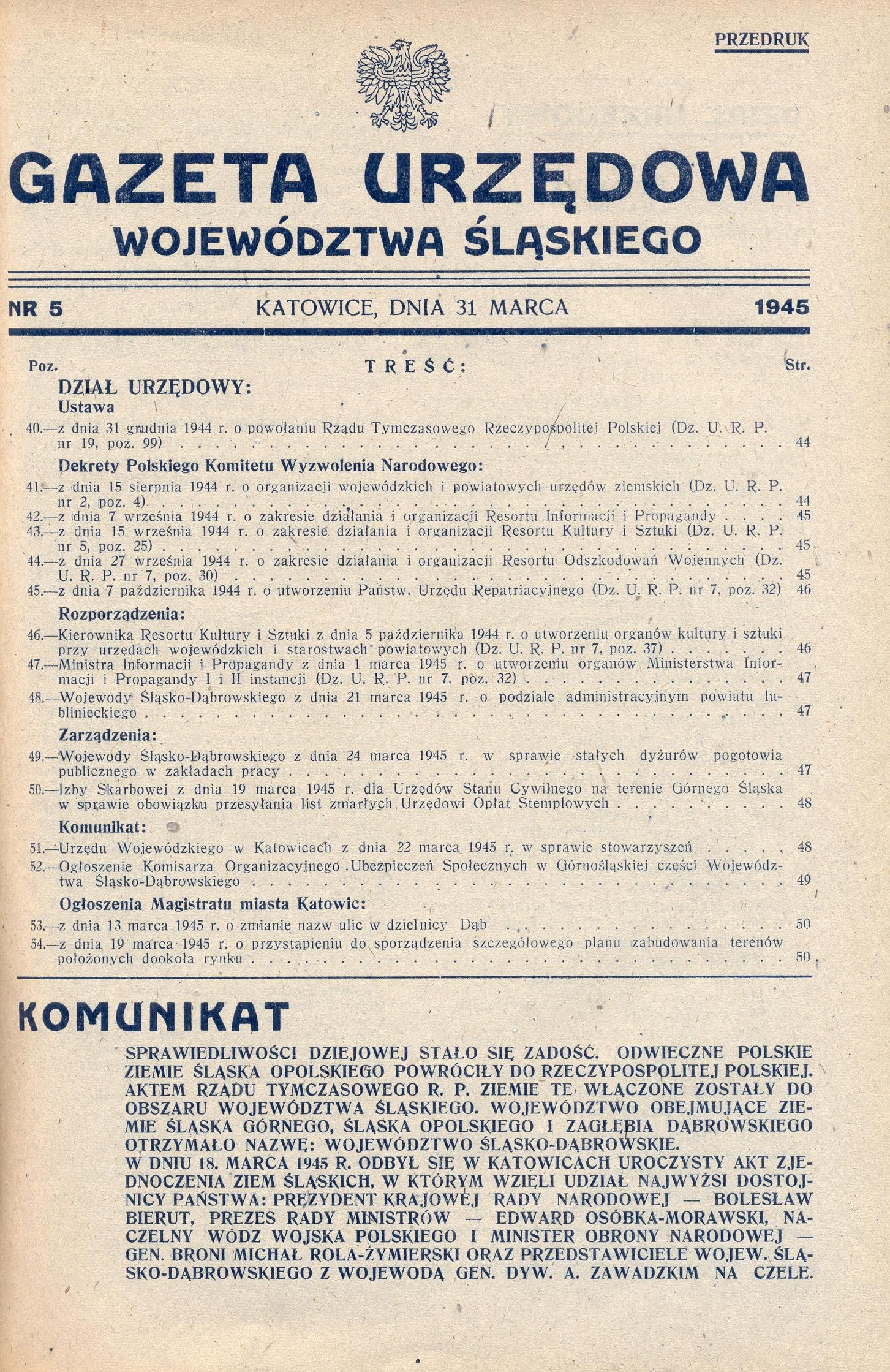
Apelo para juntar-se a Opole silesiana à Polônia (1945)

Em maio de 1945, representantes do grupo operacional administrativo chefiado pelo prefeito Marian Dziubka e o secretário da comuna, Marian Gałuszka, vieram a Korfantów. Representantes do grupo operacional industrial chegaram a Korfantów na virada de junho e julho. As autorizações de negócios foram emitidas quase exclusivamente para representantes da população que chegava. Em agosto, foram inaugurados os dois primeiros pontos de venda e atendimento: um restaurante e uma mercearia. Naquela época, Roman Buczek foi nomeado prefeito da comuna de Korfantów.
Até o final de setembro de 1945, 24 entidades econômicas operavam na comuna. Em Korfantów existiam: uma fábrica de calçados, 2 padarias, um restaurante, uma retrosaria e saboneteira, 2 mercearias, uma oficina, uma carpintaria e 3 sapateiros. Em Kuźnica Ligocka: um moinho de água e uma oficina de ferreiro. Em Piechocice — um moinho de água. Em Przydroże Mały: uma destilaria a vapor e um moinho de vento. Em Przydroże Wielki — um moinho de vento. Em Puszyna: uma padaria e 2 marcenarias. Em Włostów: oficina de ferreiro e moinho de água. No total, 162 poloneses e 223 alemães foram empregados em instalações artesanais e industriais.
Naquela época, Korfantów tornou-se a sede de uma comuna coletiva, que incluía as seguintes aldeias: Ferdynandka, Honcmila, Kolonia Friedrichsfeld, Kuropas, Kuźnica Ligocka, Ligota Ścinawska, Myszowice, Piechocice, Pleśnica, Przydroże Małe, Prnakzydroe Wielzy, Stara Jamka, Ulianówka, Wielkie Łąki e Włostowa.
Após o fim das hostilidades, Korfantów tornou-se a sede de um dos 7 comunas coletivas no então condado de Niemodlin. Naquela época, a cidade tinha cerca de 900 habitantes, e com o total das comunas — cerca de 4 950 habitantes.
Em 1954 houve uma reforma administrativa introduzindo as chamadas comunas ampliadas. Naquela época, havia 15 aglomerados no condado de Niemodlin, entre os quais Korfantów compreendia cinco aldeias (um total de 29,5 quilômetros quadrados). No final da década de 1950, embora mantendo a divisão em comunas ampliadas, algumas delas foram extintas e os centros locais foram restaurados às suas funções anteriores. O grupo Korfantów tinha 52 quilômetros quadrados de tamanho e cobria 10 cidades. Era habitada por 3 460 pessoas (Korfantów — 1068).
Em 1972, as comunas foram restauradas como unidades básicas da divisão administrativa do Estado. A comuna de Korfantowska era uma das 7 do condado, com 6 697 habitantes (Korfantów — 1 350). Em 1975, os condados foram abolidos e o número de províncias foi aumentado. Na nova ordem administrativa, a área da comuna de Korfantów abrangia 180 quilômetros quadrados (25 cidades). Essas terras eram habitadas por 10 700 pessoas, enquanto a própria Korfantów tinha 1.985 habitantes na época. Nesta forma territorial, a comunidade Korfantów existe até hoje. Uma mudança significativa ocorreu em 1993, quando Korfantów recuperou seus direitos municipais.
De 1982 a 2014, Zdzisław Martyna esteve continuamente à frente dessa comuna como chefe, prefeito e presidente da câmara. Na década de 1990, conforme os planos do governo para a reforma administrativa que restaurou os condados, Korfantów deveria ser colocada no condado de Prudnik. Isso gerou oposição entre alguns dos habitantes de Korfantów e dos vilarejos vizinhos. Naquela época, a maioria das instituições supracomunitárias às quais Korfantów estava subordinada estava localizada em Nysa. No entanto, estava sob a autoridade da unidade de saúde, da inspeção sanitária, da delegacia de polícia, do corpo de bombeiros e do Banco Cooperativo em Prudnik. A cidade tinha melhores conexões com Nysa, mas os alunos locais frequentavam as escolas em Prudnik. O prefeito, Zdzisław Martyna, não se posicionou sobre o assunto e o Conselho Municipal votou contra a criação de uma estrutura distrital. Em 1995, a comuna de Korfantów realizou uma pesquisa entre seus habitantes sobre a afiliação administrativa. 3 401 habitantes votaram a favor de pertencer ao condado de Nysa, enquanto 930 votaram a favor de pertencer ao condado de Prudnik. Em uma sessão do conselho municipal, 6 conselheiros votaram em Prudnik e 22 em Nysa.
Em 1995, descendentes de kresovianos ergueram um memorial no cemitério paroquial de Korfantów em comemoração ao padre Stanislaw Szczepankiewicz e aos habitantes de Ihrowica, assassinados pelo Exército Insurgente ucraniano durante a “Véspera Sangrenta de Natal” de 1944.
A cidade foi inundada durante as enchentes na Europa Central de setembro de 2024.

## Monumentos históricos

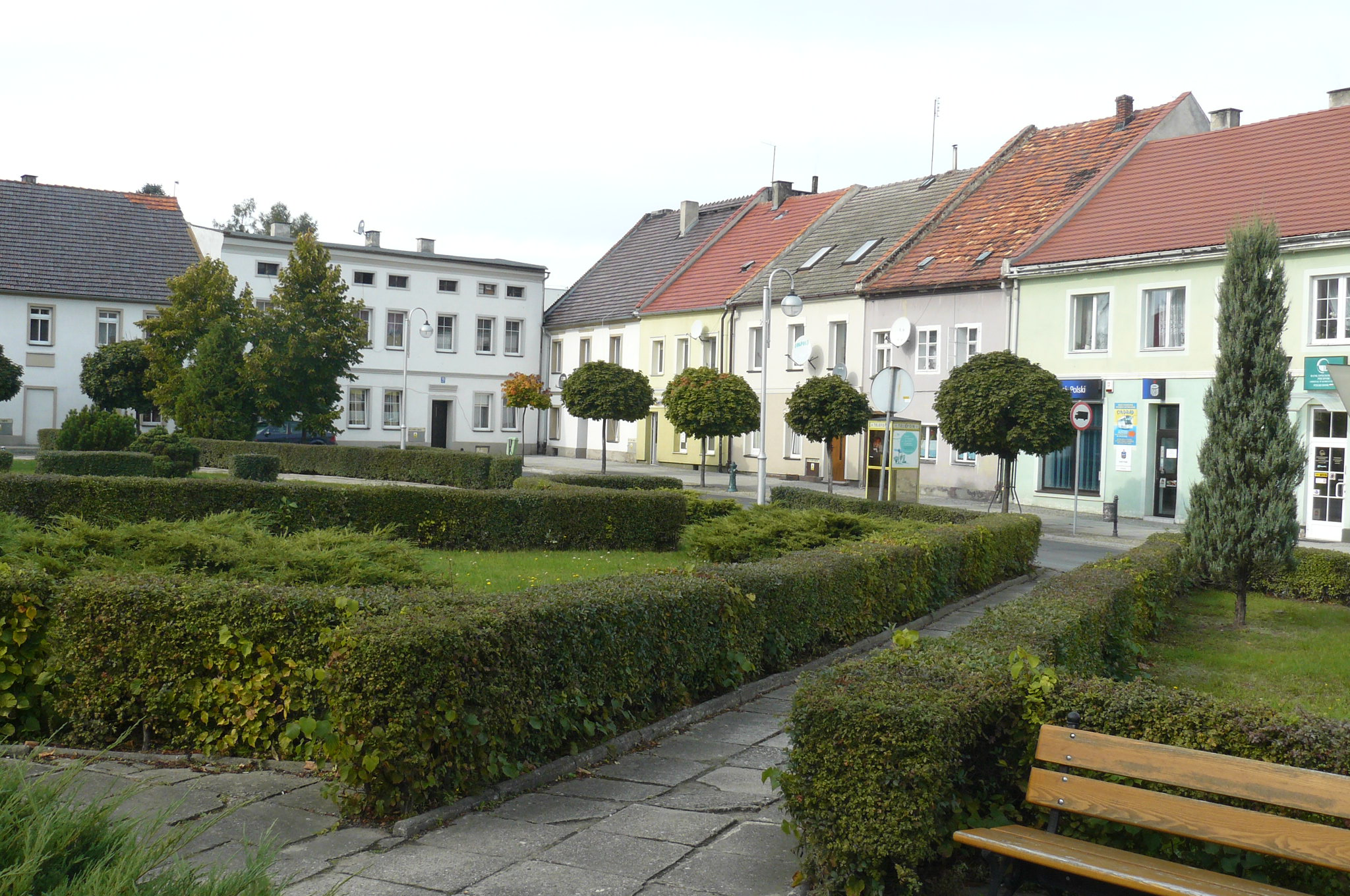
Vista parcial da praça principal

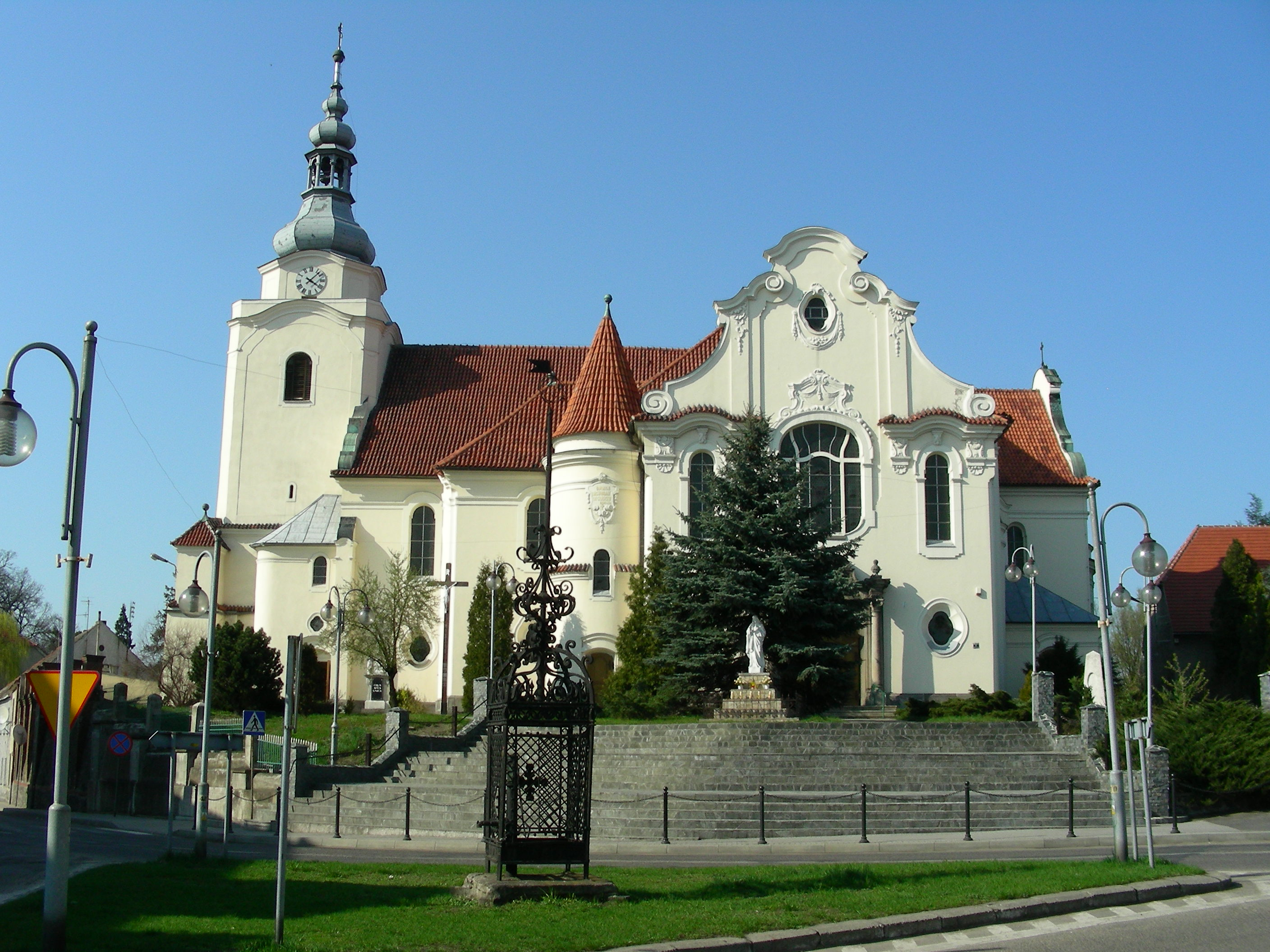
Igreja da Santíssima Trindade

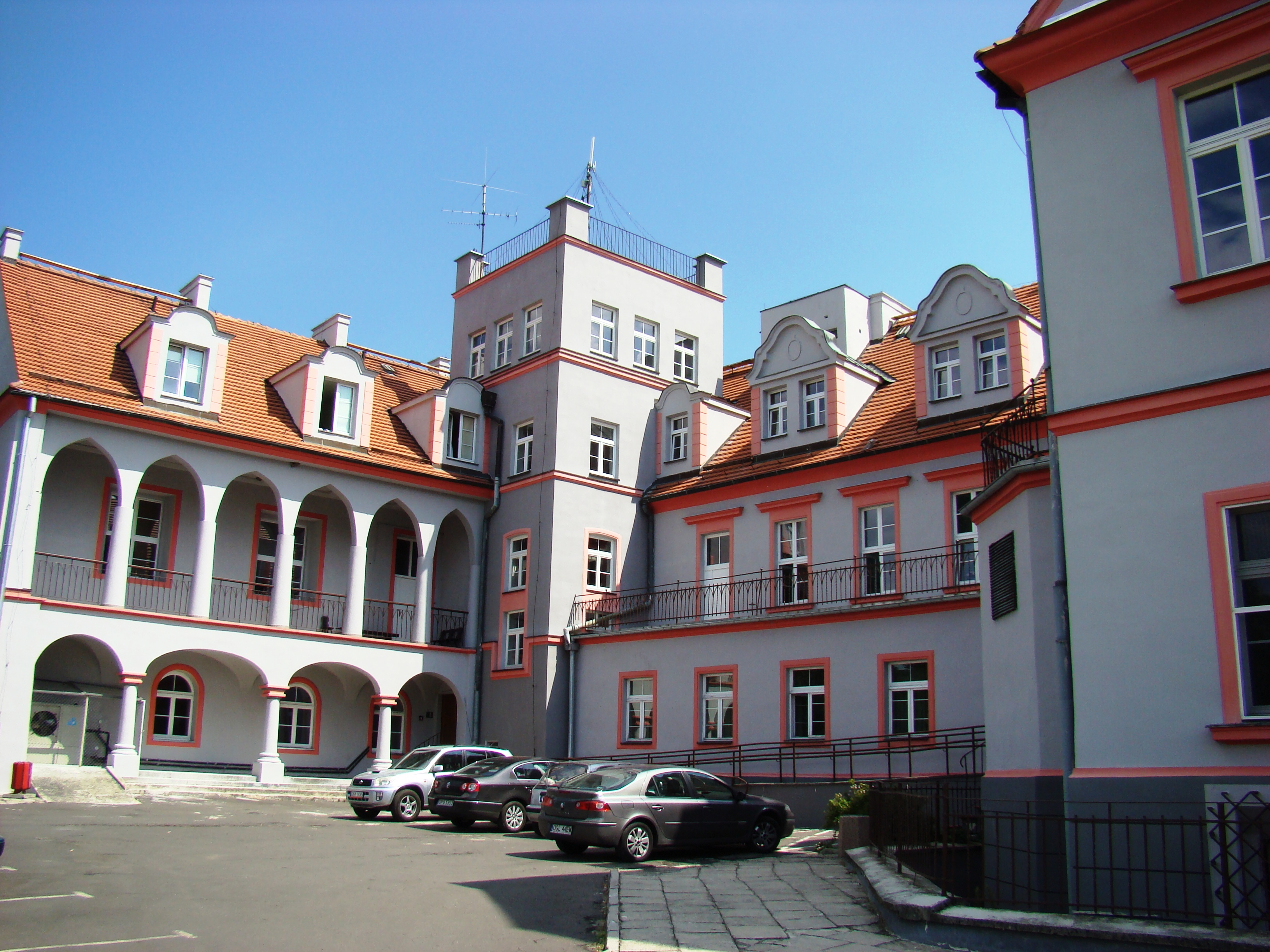
Antigo castelo, hoje Centro de Reabilitação de Opole

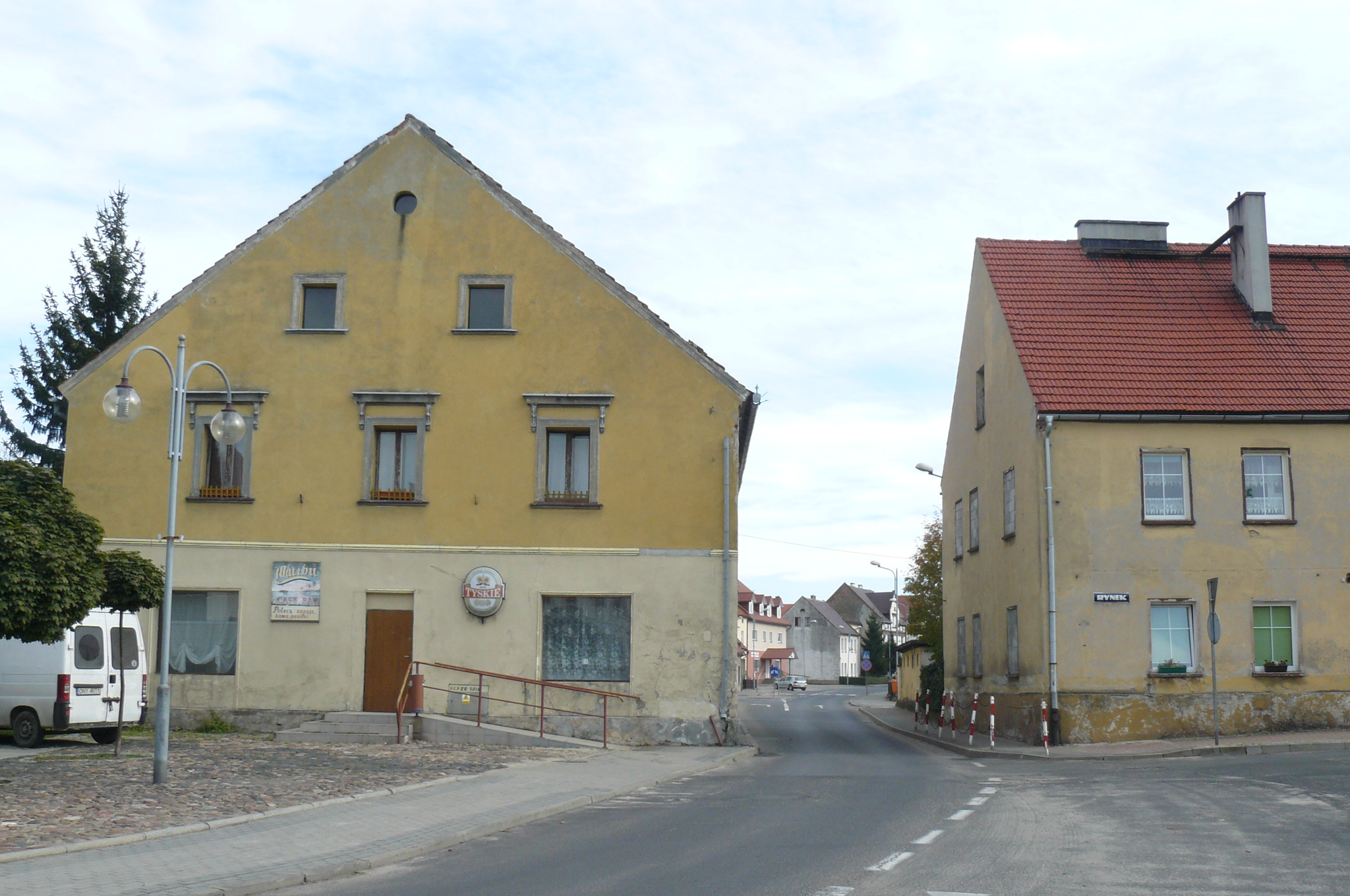
Casas na praça principal

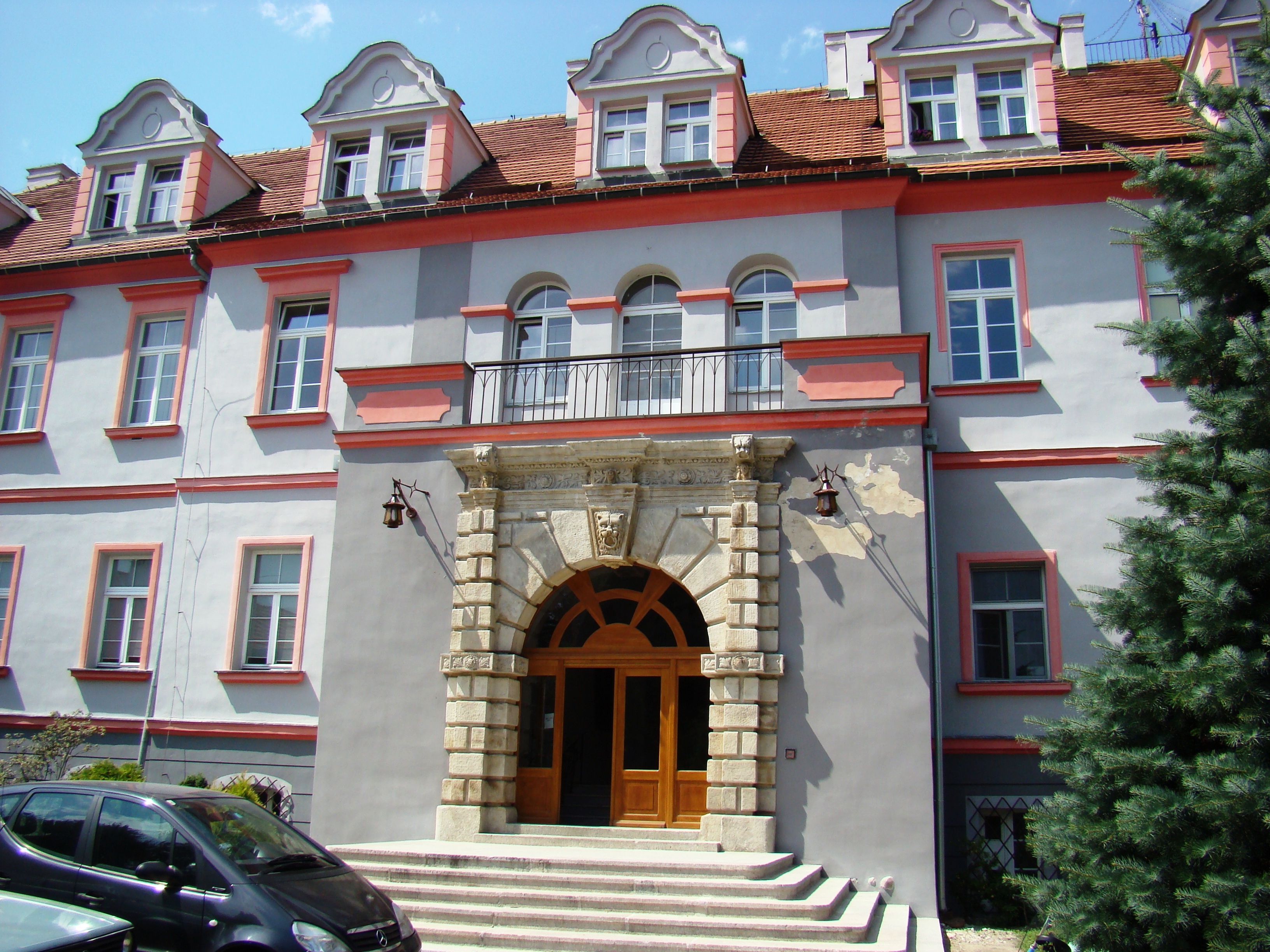
Porta de entrado do antigo castelo

Estão inscritos no registro provincial de monumentos:
- Igreja paroquial da Santíssima Trindade, erguida no final do século XIII, século XVIII, século XX. Estilo românico tardio, portal de granito da entrada principal, lápide de 1591, lápide de Henryk Wacław Nowagek de 1682 e castiçais de procissão de guildas artesanais dos séculos XVIII e XIX
- Vala comum de poloneses de Polenlager no cemitério católico
- Complexo do castelo, erguido em 1616 com fundação em Pilchner, reconstruído até ao século XX. Embora não tenha fortificações, pode-se presumir que teve um caráter defensivo no passado. Foi reconstruído duas vezes: no século XVIII e na segunda metade do século XIX:
  - Castelo em Korfantów
  - Construção de portão
  - Anexo
  - Parque, por volta de 1800, meados do século XIX.

Com o complexo florestal, é adjacente a Korfantów pelo norte. Anteriormente, era parte integrante do complexo do palácio e estava dividido em duas partes: o Jardim Jeleni e a Antiga Casa do Faisão. Atualmente, ele diminuiu. Por vários anos, as autoridades locais têm esforçado para restaurá-lo à sua antiga glória. No complexo da floresta e do parque, há três carvalhos ingleses — monumentos naturais. Sua idade é estimada em 300–450 anos
- Corpo de Bombeiros; no cruzamento das ruas Tadeusza Kościuszki, Prudnicka e 3 Maja (anteriormente: Ścinawska, Garncarska e Burghaussów), existe um dos edifícios mais característicos de Korfantów — o corpo de bombeiros neogótico. Foi construída em 1910. Destaca-se a fachada do edifício, afunilada na parte superior, decorada com ameias, cornijas e original estuque externo. O conjunto é dominado por uma torre quadrada, também encimada por ameias
- Casa, rua Powstańców Śląskich 160
- Casas, na praça principal, 7, 8, 9, 11, 14, 15, 16, 17, 61, 64, 65, do século XIX. O ponto central de Korfantów é a praça principal situada na extremidade sudoeste da cidade. Duas ruas são tangentes a ela: Wyzwolenia (anteriormente Zamkowa) e Prudnicka (anteriormente Garncarska, Czerwona Armii). Elas são os eixos que conectam o sistema da cidade com suas ruas e praças: a já mencionada praça principal (anteriormente Praça General Świerczewski), Kościelny (o cruzamento das ruas Wyzwolenia e Opolska) e Praça Wolności (anteriormente Młyński). A praça principal ainda era pavimentada na década de 1970. Atualmente, há uma praça da cidade aqui. A maioria dos edifícios da praça principal foram construídos no século XIX. São de vários andares, feitos de tijolos, rebocados, com passagens estreitas. O edifício dominante na praça principal é a Prefeitura de dois andares do início do século XX.
- Mansão, rua Szkolna 4, do início do século XX
- Celeiro, rua Wyzwolenia 90, do final do século XIX

Outros monumentos:
- Hospital das Irmãs de Santa Isabel. O Hospital Maltês foi fundado em 1889. Os grandes defensores do novo investimento foram: o pároco de Korfantów, padre Emil Hauptstok e o dono da propriedade em Puszyn — Conde Marcus von Ballestrem. O hospital foi propriedade das Irmãs de Santa Isabel, 12 das quais viviam no prédio ao lado do hospital. Havia três departamentos no hospital: interno (40 leitos), obstetrícia (10 leitos) e um departamento de doenças infecciosas. Também havia uma capela de Santa Isabel da Hungria — a padroeira das irmãs — no prédio do hospital. Atualmente, o antigo hospital abriga a Casa de Saúde. Antes de o hospital ser fechado (em meados da década de 1970), as seguintes irmãs trabalharam lá: Domicja, Apolonia, Urszula, Carites, Marcjana, Benedykta, Błażej e Alfonsa
- Igreja de São Miguel Arcanjo. O prédio da Delegacia de Polícia fica no terreno próximo ao cruzamento das ruas Powstańców Śląskich e 3 Maja, anteriormente ruas Michał Archanioła e Burghaussów. Mesmo antes de 1945, havia um complexo de cemitério aqui, incluindo a igreja de São Miguel Arcanjo e o cemitério com a vala comum das vítimas da epidemia de cólera de 1855. A igreja foi construída em 1603, durante o período protestante. Era pequena, feita de tijolos, rebocada, com uma torre de madeira. Foi parcialmente destruída no final da Segunda Guerra Mundial. As ruínas da igreja sobreviveram até ao início da década de 1960. Desde o início da existência da igreja existiu um pequeno cemitério, vedado por uma vedação. A taxa para um lugar no cemitério em 1683 era de 2 groszy. Em 1855, as vítimas da epidemia de cólera da aldeia de Friedland (hoje rua Opolska) foram enterradas no cemitério
- Igreja Evangélica, construída em 1842. É de pequeno porte, de planta retangular, no eixo leste-oeste. De um lado, a nave foi encerrada com abside da capela-mor, do outro, fachada em torre única com entrada principal a poente. Perto da igreja havia um prédio paroquial e uma escola. Apesar de a igreja ter sobrevivido à guerra, foi demolida, restando uma cerca de ferro e um muro à volta da encosta. Em 2006, um elegante edifício do Centro de Informações Turísticas da Comuna foi erguido no local da antiga igreja
- Na praça inferior, no cruzamento das ruas Prudnicka e Kościuszki, pode-se encontrar uma cruz de pedra monolítica, a qual é provavelmente um dos monumentos mais antigos de Korfantów. Grande, tosco, esculpido em granito, cravado no solo até a viga mestra — possivelmente medieval. A causa da fundação desta cruz é desconhecida. A hipótese de que é o assim chamado a cruz penitencial não é apoiada por nenhuma evidência, baseada unicamente na suposição errônea e não autorizada de que todas as antigas cruzes de pedra monolítica são cruzes penitenciais.

## Economia

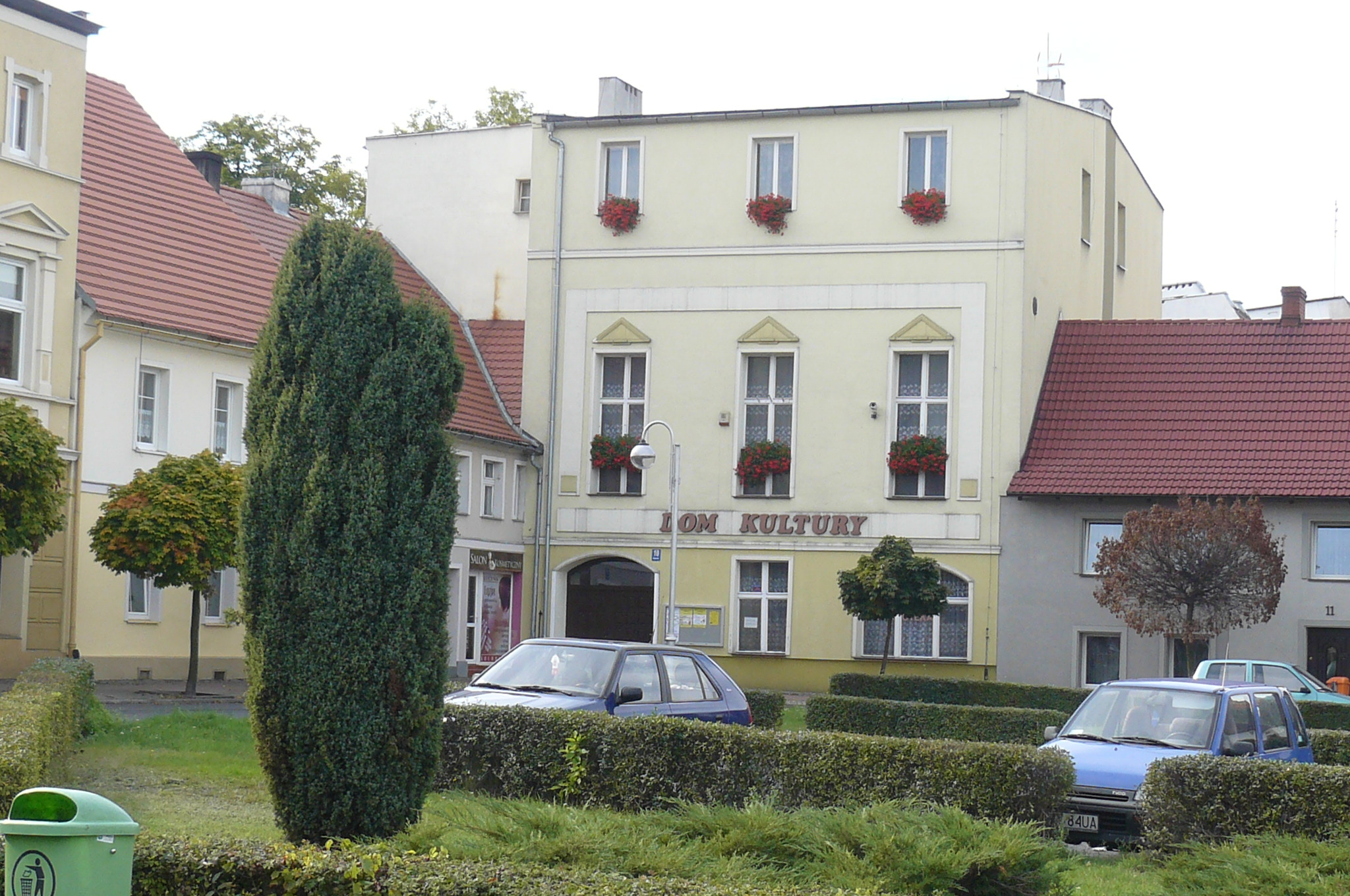
Casa da Cultura

Em 2019, a taxa de desemprego em Korfantów era de 6,7%. O salário bruto mensal médio era de 3 875,88 PLN.
No período entre guerras, 152 empresas operavam em Korfantów, principalmente na área de serviços, comércio e gastronomia. Na segunda metade do século XX, porém, a cidade perdeu seu caráter original de centro econômico local. Foi causado por uma série de fatores: perdas na guerra, pagamentos de impostos de guerra, saques, ações dos comandantes de guerra soviéticos e decisões políticas erradas. Houve tentativas de frear o processo de pauperização dos pequenos centros urbanos da Opole silesiana nas décadas de 1960 e 1970, quando surgiram os conceitos de consolidação territorial dos municípios e nutrição econômica de suas sedes, mas sem muito sucesso. Somente a reforma do governo local de 1989 e a abertura ao mercado livre deram uma chance para um desenvolvimento mais rápido.
Há uma agência do Banco Cooperativo de Prudnik, em Korfantów.

## Transportes

### Transporte rodoviário
As seguintes estradas da voivodia passam por Korfantów:
- Niemodlin — Korfantów
- Korfantów — Nysa

### Transporte de ônibus
O transporte de ônibus em Korfantów era operado pela PKS Prudnik. Em 2004, a Prudnik PKS foi privatizada com a participação da Connex Polska. Em 2008, como resultado da fusão da PKS Connex Prudnik e da PKS Connex Kędzierzyn-Koźle, foi criada a empresa Veolia Transport Opolszczyzna, em 2013 assumida pela Arriva Bus Transport Polska. Em 2019, a Arriva se retirou da Prudnik. A organização do transporte de passageiros em Korfantów e na área circundante foi então assumida por PKS-y. Em dezembro de 2021, a Associação de Transporte Municipal-Distrital “Pogranicze” foi criada para melhorar a qualidade do transporte.

## Educação
Há unidades educacionais localizadas em:
- Complexo de escolas e jardins de infância[45]
  - Escola primária n.º 1 Wojska Polskiego
  - Jardim de infância Misia Uszatka
- Escola primária n.º 2 Czesław Niemen (antigo ginásio)[46]

Em 16 de dezembro de 2005, o ginásio esportivo foi inaugurado. Além do prédio, o complexo inclui uma quadra de voleibol, uma pista de corrida circular e uma pista reta.
Em 2 de setembro de 2011, foi inaugurado o prédio do ginásio em Korfantów.

## Meios de comunicação

### Imprensa
- Informator Gminy Korfantów
- Gmina Korfantów Tu i Teraz
- Tygodnik Prudnicki
- Nowiny Nyskie
- Nowa Trybuna Opolska
- Gazeta Pogranicza

### Televisão
- Korfantów TV[48]
- TV Prudnik (TV Pogranicza)

### Rádio
- Radio Opole
- Radio Park

### Portais
- Teraz Prudnik[49] (até 2017 Tygodnik Prudnicki[50])
- Nowiny Nyskie[51]

## Religião

### Comunidades religiosas
Igreja Católica na Polônia
- Paróquia da Santíssima Trindade (rua Opolska 3)[52]
  - Igreja da Santíssima Trindade (rua Opolska 3)

Testemunhas de Jeová
- Congregação, Salão do Reino

### Cemitérios
- Cemitério municipal (rua Cmentarna)

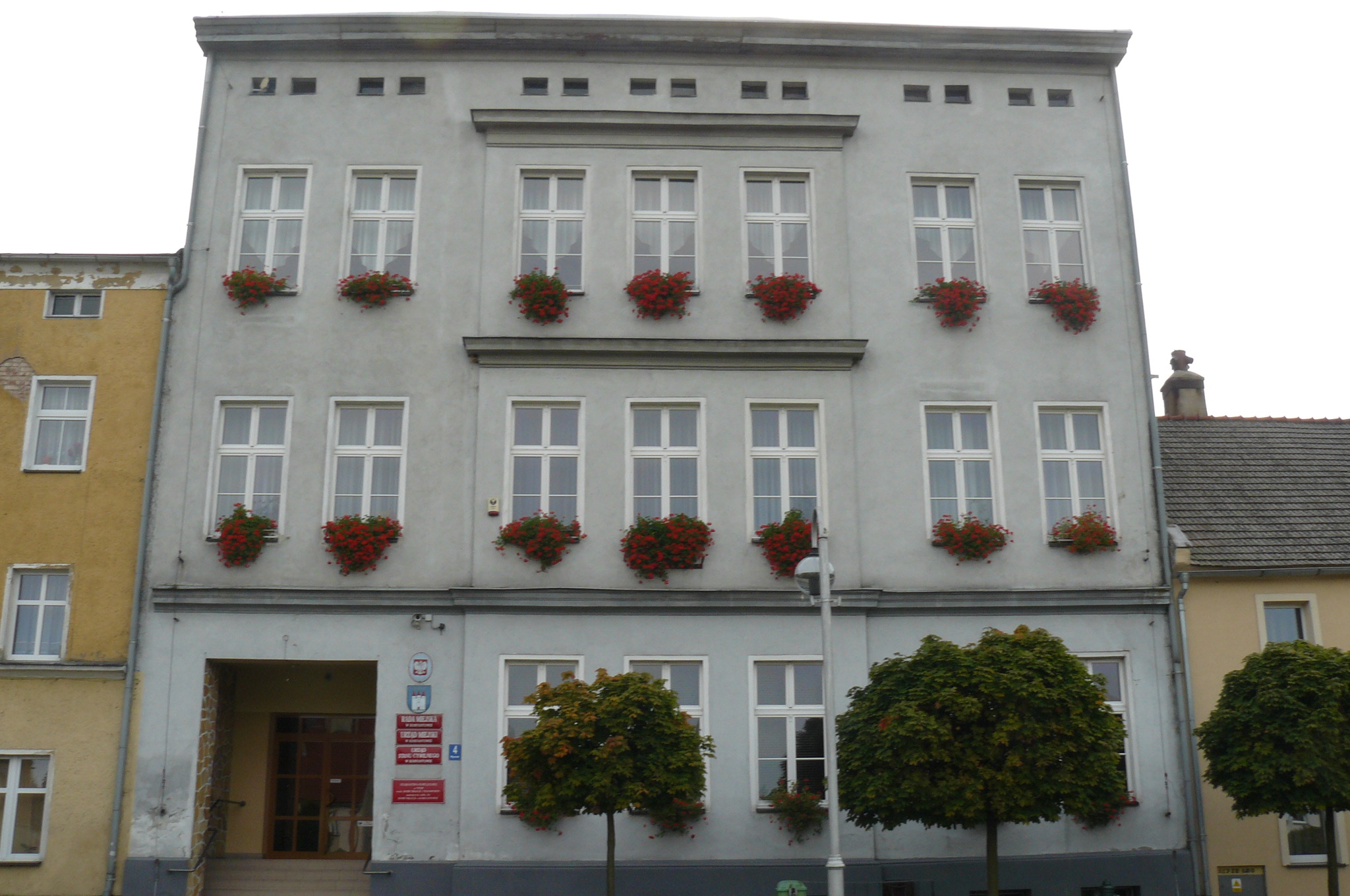
Prefeitura

## Política
A cidade é sede da comuna urbano-rural de Korfantów. O órgão executivo é o prefeito Janusz Wójcik, eleito para o cargo nas eleições autárquicas de 2018. A sede das autoridades é a Prefeitura na Praça principal.
Os habitantes de Korfantów elegem 3 conselheiros para o conselho de sua comuna, os 12 conselheiros restantes são eleitos pelos habitantes das áreas rurais da comuna de Korfantów.